# Euryglossa depressa
Euryglossa depressa is een vliesvleugelig insect uit de familie Colletidae. De wetenschappelijke naam van de soort is voor het eerst geldig gepubliceerd in 1853 door Smith.